# Peritettico

Diagramma di fase con peritettico

In termodinamica, con il termine peritettico (dal greco περί (peri) =  intorno e τήκω (tekō) = fondere) si fa riferimento ad una miscela di una fase liquida (contenente due componenti A e B) e due fasi solide α (più ricca di A) e β (più ricca di B) 
In un diagramma di fase temperatura-composizione (T-x) o pressione-composizione (p-x), una miscela peritettica è rappresentata da un singolo punto, per cui ha varianza nulla, infatti la trasformazione peritettica è una trasformazione isoterma.

A partire dal diagramma di fase T-x, la composizione della fase α si ottiene individuando l'ascissa in cui la tie-line che passa dal punto peritettico incontra la zona di esistenza della fase α pura; analogamente, la composizione della fase liquida si ottiene individuando l'ascissa in cui la tie-line che passa dal punto peritettico incontra la zona di esistenza della fase liquida pura. La composizione della fase solida β è invece pari al valore dell'ascissa corrispondente al punto peritettico.
Dal diagramma di fase si nota che raffreddando una miscela peritettica si ottiene esclusivamente il solido β, mentre riscaldando la miscela peritettica si ottiene un sistema bifase liquido-solido costituito dalla fase liquida e dalla fase solida α.